# Madison Keys
Madison Keys (Rock Island, 17 febbraio 1995) è una tennista statunitense.
Nel corso della sua carriera si è aggiudicata dieci titoli WTA in singolare, tra cui una prova del Grande Slam: l'Australian Open 2025. Inoltre, è stata finalista allo US Open 2017 e ha disputato diverse semifinali e quarti di finale in tutti e quattro i Major.
Nell'ambito dei Giochi della XXXI Olimpiade, tenutisi a Rio de Janeiro, ha raggiunto la semifinale, dove ha perso contro la futura medaglia d'argento Angelique Kerber e, nella finalina per la medaglia di bronzo, contro Petra Kvitová, chiudendo ai piedi del podio.
Il suo miglior piazzamento in singolare è stata la quinta posizione, raggiunta a febbraio 2025.

## Biografia
Madison è figlia di un afroamericano e di una donna bianca. I suoi idoli sono Lindsay Davenport, che è stata sua allenatrice, Kim Clijsters e le sorelle Williams. Nel 2017 ha iniziato a frequentare il collega Bjorn Fratangelo, che ha sposato nel 2024.

## Carriera

### Juniores
A soli sei anni entra a far parte dell'accademia di Chris Evert a Boca Raton e a livello giovanile raggiunge la 35ª posizione in classifica nell'aprile 2009. In quel mese infatti ottiene una wild card per il Ponte Vedra Beach 2009 e diventa una delle più giovani tenniste a vincere un match nel WTA Tour, sconfiggendo Alla Kudrjavceva, 81ª del ranking mondiale. Nel luglio 2009 partecipa al World TeamTennis tra le file dei Philadelphia Freedoms e a soli quattordici anni riesce a sconfiggere la campionessa in carica di Wimbledon, Serena Williams.

### 2011-2015: primo torneo WTA
Agli US Open le viene assegnata una delle sette wild card dopo aver sconfitto Beatrice Capra. Accede quindi al tabellone principale dello Slam americano e al primo turno incontra ed elimina un'altra connazionale entrata grazie a una wild card, Jill Craybas. Al secondo turno viene eliminata da Lucie Šafářová. Chiude l'anno al 315º posto della classifica, mentre nel 2012 è la 142ª giocatrice al mondo.
Il 2013 si apre molto bene grazie ai quarti raggiunti al torneo di Sydney dopo aver sconfitto teste di serie come Šafářová e Zheng Jie, nella circostanza si arrende solo a Li Na al terzo set. Agli Australian Open raggiunge il terzo turno dove perde per mano di Angelique Kerber. È comunque il suo miglior risultato in un torneo dello Slam. Al torneo di Charleston raggiunge i quarti di finale. Termina la stagione nella Top 50 per la prima volta, precisamente al 37º posto del ranking.
Il 21 giugno 2014 sull'erba di Eastbourne vince il suo primo titolo WTA battendo la tedesca Kerber con il punteggio di 6–3, 3–6, 7–5. Entra con questa vittoria nelle prime 30 tenniste al mondo. Rispetto alla stagione precedente, migliora sensibilmente la posizione finale (31ª del mondo).
Nell'aprile 2015 conquista la seconda finale della carriera, a Charleston, contro Kerber, ma, a differenza di Eastbourne, stavolta l'americana perde per 2–6, 6–4, 5–7. A Wimbledon raggiunge il secondo quarto di finale della carriera, arrendendosi ad Agnieszka Radwanska. Nel corso del 2015 migliora tecnicamente, ciò le consente di chiudere l'anno all'interno della Top 20, al 18º posto.

### 2016: secondo torneo WTA e top 10
L'anno si apre agli Australian Open. Dopo due facili vittorie, al terzo turno si impone, in rimonta, sulla n° 20 del mondo Ana Ivanović. Il suo cammino termina agli ottavi di finale, quando perde dall'outsider Shuai Zhang; non riesce così a difendere i punti della semifinale disputata l'anno precedente. Poi partecipa ad Indian Wells, dove esce al secondo turno. A Miami fa meglio arrivando ai quarti dove perde in due set da Kerber. A Charleston viene eliminata di nuovo al secondo turno, stavolta da Laura Siegemund.

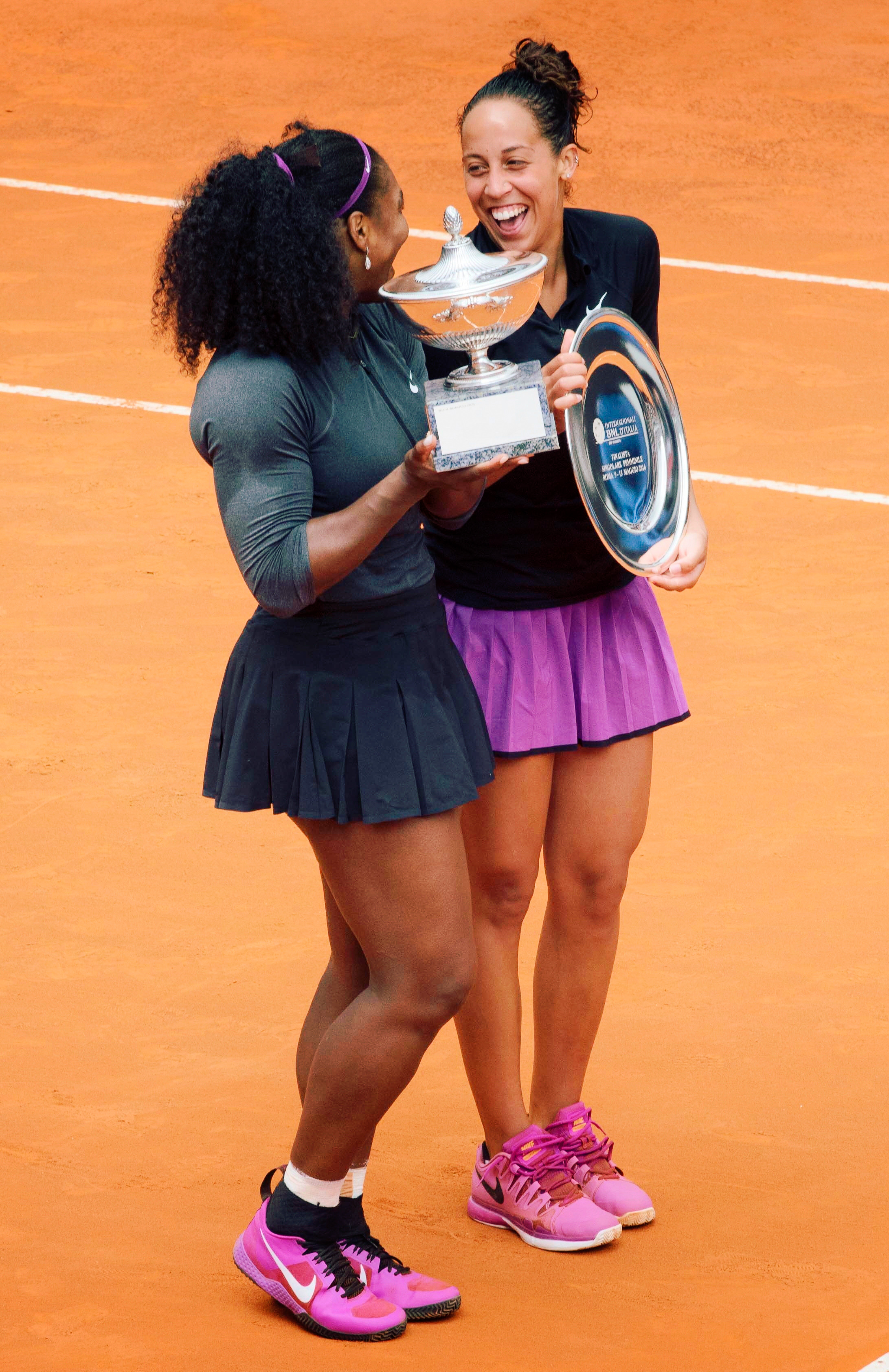
Madison insieme a Serena Williams, vincitrice degli Internazionali d'Italia nel 2016

Si presenta poi a Madrid per iniziare la stagione sul rosso. Dopo due vittorie viene estromessa sorprendentemente da Patricia Maria Țig. Si trasferisce al torneo di Roma dove al primo turno batte Andrea Petković, mentre al secondo vince contro la testa di serie n. 5 Petra Kvitová. Supera i quarti del torneo italiano per la prima volta in carriera, incontrandosi in semifinale con Garbiñe Muguruza per accedere alla prima finale in carriera sulla terra rossa. Qui affronta e perde dalla connazionale Serena Williams, n. 1 al mondo. Continua il suo buon stato di forma sulla terra a Parigi dove raggiunge gli ottavi di finale grazie anche alle vittorie in due set su Donna Vekić e Mónica Puig. Tuttavia viene sconfitta dalla futura semifinalista Kiki Bertens.
La stagione sull'erba del 2016 inizia sotto i migliori auspici con la vittoria del torneo a Birmingham dove ha la meglio su Jeļena Ostapenko e Carla Suárez Navarro fra le altre. In finale si impone agevolmente su Strýcová per 6–3, 6–4. Il secondo titolo in carriera le vale anche l'ingresso per la prima volta nella Top 10. Si tratta della prima americana tra le migliori dieci al mondo dal 1999, quando vi approdò Serena Williams. Successivamente, a Wimbledon elimina in tre set anche Kirsten Flipkens e Alizé Cornet, prima di essere rimontata da Simona Halep agli ottavi.
Disputa il torneo di Montreal spingendosi fino alla finale, dove viene nuovamente battuta dalla Halep, stavolta in due parziali. Nel corso del torneo la Keys estromette fra le altre Venus Williams, n. 6 del seeding, e Anastasija Pavljučenkova, n. 16 del mondo.
Rappresenta quindi gli Stati Uniti d'America alle Olimpiadi di Rio, dove si impone su Danka Kovinić, Kristina Mladenovic; Suarez Navarro, e Dar'ja Kasatkina. Successivamente viene sconfitta per 3–6, 5–7 in semifinale dalla nettamente favorita Kerber, numero due al mondo. Disputa pertanto la finalina per la medaglia di bronzo, che viene aggiudicata dalla ceca Petra Kvitová.
Gioca il quarto ottavo di finale Slam della stagione agli US Open (a cui era giunta dopo aver battuto la giovane Naomi Ōsaka), ma viene sconfitta da Caroline Wozniacki, 
Viene estromessa all'esordio a Tokyo, mentre dopo le vittorie su Garcia e Kasatkina raggiunge i quarti di finale a Wuhan, dov'è nuovamente sconfitta da Halep. Si rifàsubito a Pechino, spingendosi fino alla semifinale eliminando, tra le altre, Svetlana Kuznecova e Kvitova. Tuttavia viene fermata in tre set da Johanna Konta. In vista delle WTA Finals decide di disputare il torneo di Linz per racimolare i punti necessari per la qualificazione. Dopo le facili vittorie su Camila Giorgi, Misaki Doi e Océane Dodin, è costretta ad abbandonare il torneo prima del match valido per la finale contro Viktorija Golubic. Vola dunque a Singapore per il Masters di fine anno nel quale è inserita nel girone con Halep, Kerber e Dominika Cibulková. Si aggiudica solamente un match, quello contro la futura vincitrice del torneo Cibulkova.
Chiude la stagione all'ottavo posto della classifica mondiale.

### 2017: terzo torneo WTA e prima finale Slam

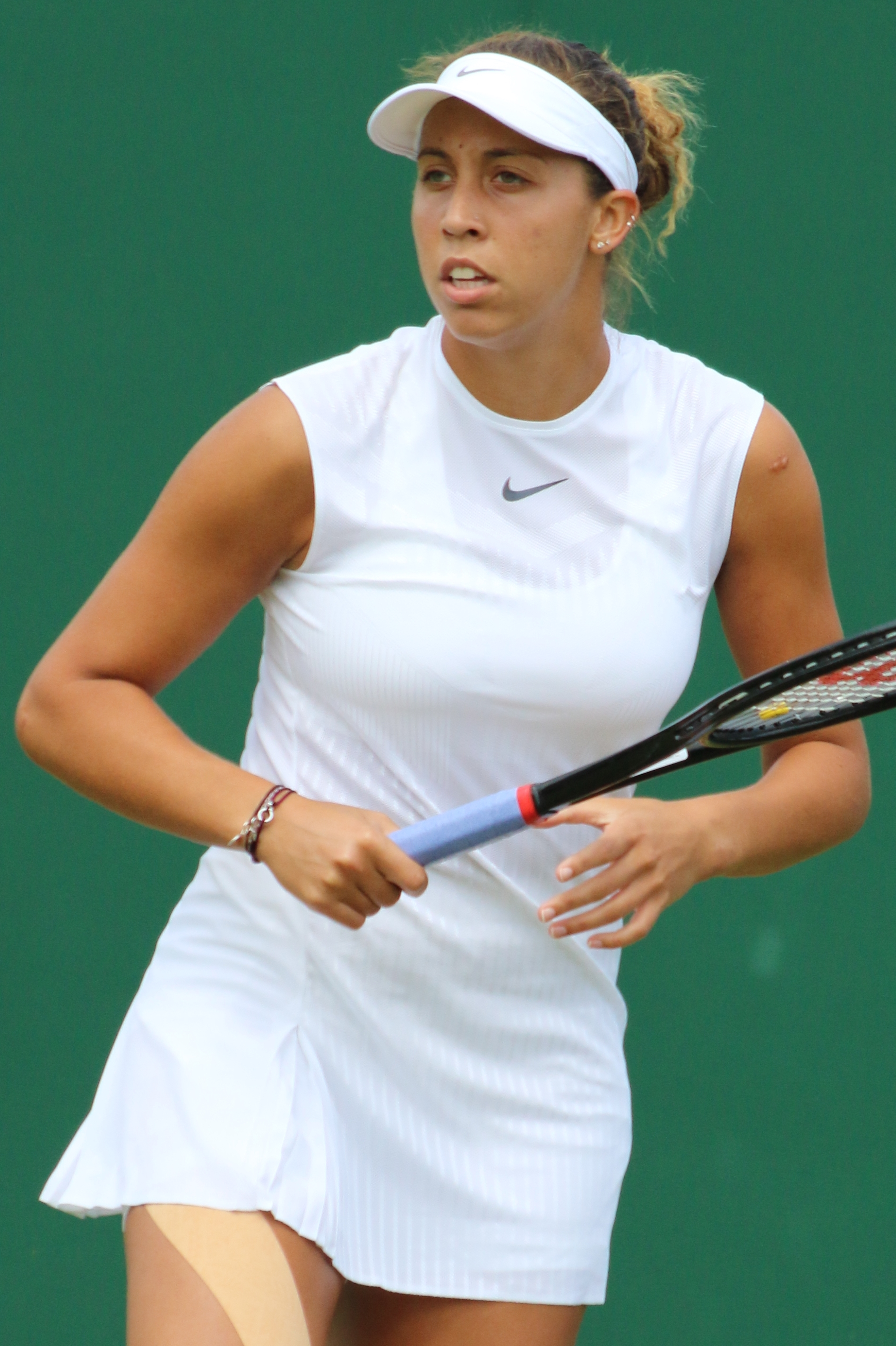
Madison a Wimbledon 2017

A causa di un intervento al polso sinistro salta gli Australian Open ed inizia la stagione solo ad Indian Wells dove viene eliminata al terzo turno dalla top 10 Wozniacki. In seguito, a Miami, viene fermata al secondo turno dalla spagnola Lara Arruabarrena. A Charleston fa peggio dell'anno precedente: viene sconfitta dalla connazionale Shelby Rogers. Successivamente a Madrid esce per mano di Misaki Doi. Si presenta a Roma, ma anche qui non va oltre il primo turno. All'Open di Francia giunge solo al secondo turno estromessa da Petra Martić. Al torneo di Wimbledon gioca sia in singolo che in doppio misto in coppia con Jack Sock, ma in entrambi i casi esce al secondo turno.
Dopo un anno di attesa dall'ultima volta e un periodo di scarsi successi riesce ad aggiudicarsi un nuovo torneo WTA: si tratta dello Stanford Classic nel quale batte in finale Coco Vandeweghe per 7–6(4), 6–4. Anche in questo torneo gioca in doppio, con la connazionale Jennifer Brady, ma sono costrette a ritirarsi ai quarti di finale. Negli ottavi di Cincinnati viene battuta da Muguruza. Nell'ultimo Slam della stagione, l'US Open, sconfigge giocatrici del calibro di Elena Vesnina e Svitolina arrivando in finale contro la connazionale Stephens contro cui perde in poco meno di un'ora con il perentorio punteggio di 3–6, 0–6. A Wuhan viene battuta al primo turno da Varvara Lepchenko; infine, dà forfait a Pechino.
Chiude l'anno alla posizione numero diciannove del ranking.

### 2018: due semifinali Slam

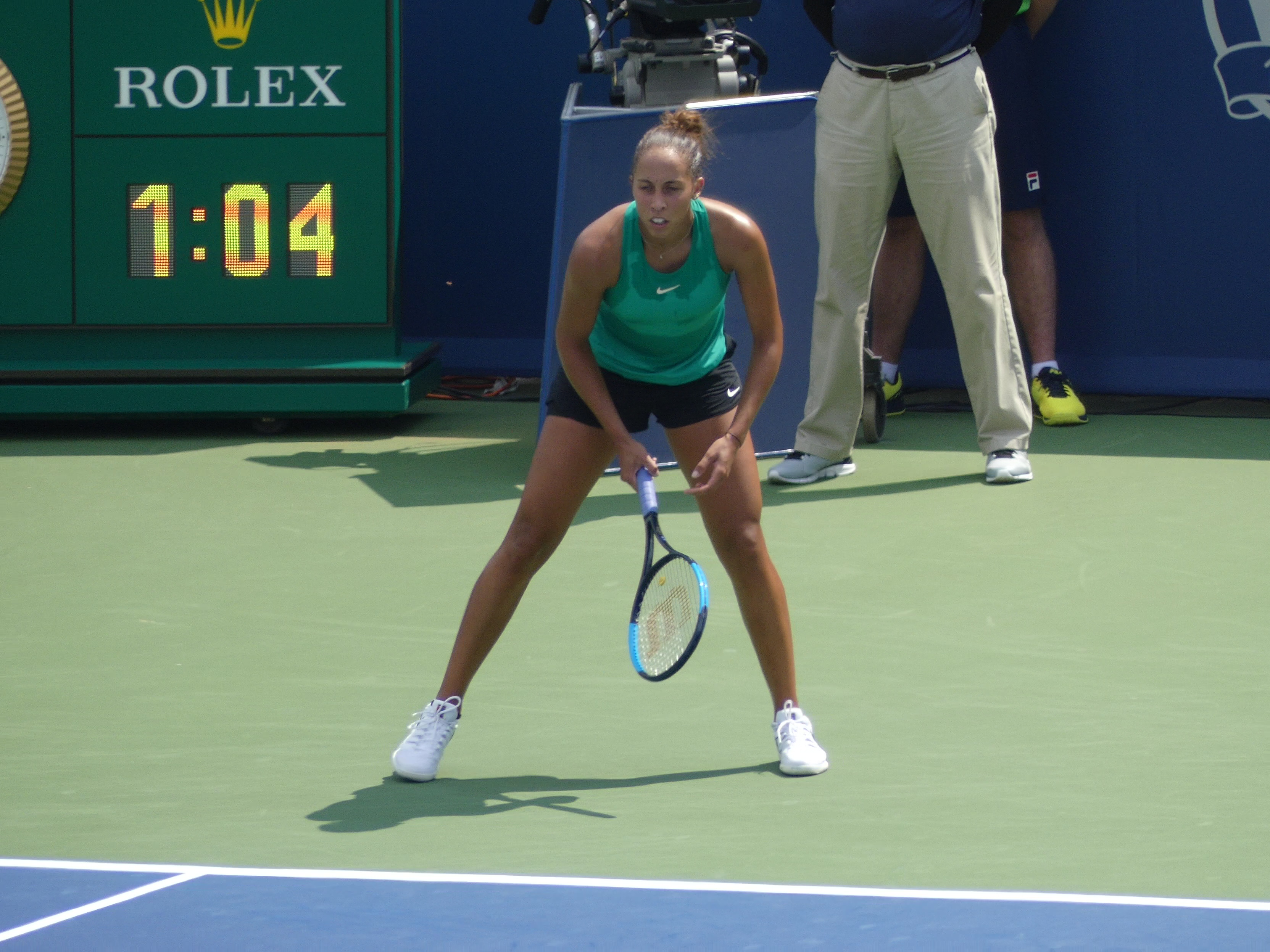
Madison nel torneo di Cincinnati nel 2018

Al torneo di Brisbane viene eliminata in rimonta da Johanna Konta. Disputa il primo Slam della stagione, l'Australian Open, arrivando ai quarti di finale senza incontrare particolari difficoltà; qui però è costretta ad arrendersi alla tedesca Kerber. Partecipa al Qatar Total Open dove viene sconfitta al secondo turno dalla connazionale Catherine Bellis. A Indian Wells viene eliminata da Collins; a Miami è costretta al ritiro nel secondo turno contro Azaranka. Nel torneo di Charleston si spinge fino alla semifinale, dove è costretta ad arrendersi dopo un match lottatissimo terminato 4–6, 7–6(2), 6(5)–7 contro la futura vincitrice del torneo, Bertens. A Stoccarda viene eliminata al primo turno da Pavljučenkova. Nel Premier Mandatory di Madrid viene sorpresa nel primo turno da un'ottima Sorribes Tormo. Agli Internazionali d'Italia dopo essersi imposta su Pavljučenkova e Vekic, si ritira nel match che l'avrebbe vista opposta alla futura finalista Halep ancor prima di scendere in campo. Nello Slam parigino, l'Open di Francia, raggiunge contro ogni pronostico la semifinale senza concedere nemmeno un set nel suo cammino, superando fra le altre Naomi Ōsaka. La semifinale è il remake della finale degli US Open 2017: la sua avversaria è infatti Sloane Stephens, la quale si impone nuovamente.
A Wimbledon dopo due incontri agevoli si arrende sorprendentemente a Rodina. Raggiunge i quarti di finale nel torneo di Cincinnati battendo Kerber in rimonta. Nel turno successivo non può fare nulla contro la potenza di Sabalenka. Si presenta all'US Open in qualità di finalista dell'edizione scorsa. Dopo aver eliminato fra le altre Parmentier, Pera, Cibulkova a Suarez Navarro, viene sconfitta in semifinale piuttosto nettamente dalla futura campionessa e dalla sorpresa del torneo, Naomi Ōsaka. Al torneo di Wuhan si ritira nel secondo turno contro la numero tre del mondo, Kerber. Si ritira anche a Pechino, al secondo turno, senza scendere in campo contro Sevastova. Grazie ai punti ottenuti nel corso della stagione si qualifica per il torneo secondario al Master femminile di fine anno, il WTA Elite Trophy. Qui, pur superando il girone con il bilancio di una vittoria contro Kasatkina e una sconfitta contro Wang Qiang, è costretta a ritirarsi prima di scendere in campo nella semifinale contro Muguruza. Termina dunque la stagione al diciassettesimo posto.

### 2019: vittorie a Charleston e Cincinnati e ritorno in top 10
Apre la nuova stagione con tre vittorie all'Australian Open. In seguito si arrende ad Svitolina. Torna in campo solo un mese e mezzo dopo negli Stati Uniti per disputare i Premier Mandatory di Indian Wells e Miami, deludendo le aspettative: infatti viene eliminata all'esordio. La settimana successiva, tuttavia, si aggiudica il quarto titolo in carriera sulla terra verde di Charleston, a distanza di quasi due anni dall'ultimo trofeo, battendo in finale Wozniacki per 7–6(5), 6–3. Durante la corsa al titolo estromette fra le altre Ostapenko, Stephens (n° 8 del ranking). A Madrid non va oltre il primo turno, venendo rimontata da Cîrstea. Agli Internazionali d'Italia al secondo turno contro Kenin. Sulla terra rossa di Parigi viene fermata nei quarti dalla futura campionessa, Barty.
In seguito si presenta direttamente a Wimbledon dove cede al secondo turno a Hercog. Non fa meglio nemmeno sul suolo canadese, in quanto a Toronto viene sconfitta da Donna Vekić dopo un match complicato, perso con il punteggio di 6–3, 6(5)–7, 6(5)–7. Raggiunge invece la seconda finale stagionale a Cincinnati grazie alle vittorie su Muguruza, Kasatkina, Halep, Venus Williams e Kenin. In finale prevale sulla russa Kuznecova per 7–5, 7–6(5). In questo modo conquista il quinto titolo WTA e primo della categoria Premier 5, e per la prima volta riesce a vincere due titoli in una stessa stagione. Per quanto riguarda il ranking ritorna in top 10 dopo oltre un anno per poi migliorarla, alla posizione n°9, il lunedì successivo. Accreditata come decima testa di serie, si presenta allo US Open, ma viene fermata agli ottavi di finale da Svitolina, numero cinque del mondo. 

### 2020: decima finale WTA
Inaugura la stagione 2020 nel migliore dei modi centrando la decima finale in carriera a Brisbane dove incontra la seconda testa di serie Karolína Plíšková che la spunta in rimonta. All'Australian Open dopo aver superato nei primi turni Kasatkina, viene sorpresa in due set dalla greca Maria Sakkarī.
Successivamente, le tenniste sono costrette ad uno stop forzato dal 9 marzo al 3 agosto a causa della Pandemia di COVID-19. I tornei vengono posticipati o annullati: i Giochi della XXXII Olimpiade vengono rinviati al 2021 e il Torneo di Wimbledon annullato per la prima volta dalle due Guerre Mondiali. Per quanto riguarda il ranking e i record, restano congelati al 9 marzo.
Ritorna in campo nel Cincinnati Masters, che per l'edizione 2020 si disputa eccezionalmente nel medesimo impianto dell'US Open, subendo la sconfitta all'esordio da parte di Ons Jabeur. Resta a New York per lo Slam, dove è costretta a ritirarsi al terzo turno contro Alizé Cornet. Disputa il Roland Garros venendo estromessa all'esordio da Zhang Shuai: è la prima sconfitta al primo turno in uno Slam dall'Open di Francia 2014.

### 2021: scarsi risultati e uscita dalla top 50
Da il via alla stagione a Doha: al primo turno, sconfigge la n°12 del mondo Belinda Bencic; al secondo turno, tuttavia, cede nettamente a Sakkari. Dopo altri due secondi turni a Doha e Miami, Keys prende parte al Volvo Car Open di Charleston dove si arrende alla connazionale Stephens al secondo turno. Dopo due uscite premature a Madrid e Roma, partecipa al Roland Garros dove viene sconfitta da Azarenka al terzo turno.
Sull'erba trova i migliori risultati della stagione: centra il primo quarto di finale del 2021 a Berlino grazie soprattutto alla vittoria, prima su una top-10 dopo più di un anno e mezzo, su Sabalenka, ma viene fermata ai quarti in tre set dalla qualificata Samsonova. A Wimbledon torna agli ottavi di finale dopo cinque anni, dove viene eliminata a sorpresa da Viktorija Golubic. Delude nella stagione su cemento con una sfilza di sconfitte all'esordio.
Nel torneo di Chicago si ritira subito contro Aljaksandra Sasnovič. Ritorna a vincere una partita agli Indian Wells, (disputati eccezionalmente in autunno per via della pandemia) contro Kaia Kanepi, per poi cedere alla nona testa di serie, Pavljučenkova.
Chiude il 2021 alla posizione n° 56 del ranking, la peggiore dal 2012.

### 2022: sesto titolo WTA, semifinale all'Australian Open rientro in top 15
Apre la stagione superando Harriet Dart nel Gippsland Trophy, venendo poi sconfitta in tre set negli ottavi da Kasatkina. Nonostante questi pessimi risultati ed essere scesa fino alla posizione n° 87 del ranking, ad Adelaide II ritorna in una finale WTA a due anni di distanza dall'ultima volta superando nel suo cammino la testa di serie numero due Svitolina, e Gauff. La settimana successiva prende parte all'Australian Open dove batte Kenin, Wang Qiang e Badosa, ritrovando i quarti a Melbourne dopo 4 anni. In seguito supera la campionessa in carica del Roland Garros, Barbora Krejčíková, ma si ferma alla semifinale giocata contro la n.1 del mondo Barty.
Dopo i successi in terra australiana si sposta in Messico dove disputa sia il torneo di Guadalajara che il Monterrey Open: in entrambe le circostanze, esce al primo turno. Va meglio ad Indian Wells dove raggiunge i quarti di finale per la prima volta in carriera, cedendo di schianto alla futura campionessa Świątek che le concede appena un gioco.
Sulla terra viene fermata al secondo turno a Charleston (sconfitta dalla futura campionessa Bencic). Al Roland Garrosraggiunge gli ottavi di finale grazie ai successi su Garcia e Rybakina; al quarto turno cede il passo alla russa Kudermetova in tre set. Sull'erba gioca solo a Eastbourne, dove si ritira contro Ostapenko agli ottavi.
Sul cemento americano esce al secondo round a San José (contro Jabeur) e all'esordio a Toronto. A Cincinnati batte Ostapenko e poi la n°1 del mondo Świątek riuscendo a vincere per la prima volta in carriera su una tennista in cima al ranking. Ai quarti supera la campionessa di Wimbledon Rybakina in due set, approdando alla sua prima semifinale annuale in un torneo WTA 1000, dove si arrende a Kvitová. Grazie a questo risultato rientra in top-20. Allo US Open viene eliminata al terzo turno da Gauff. Chiude l'anno con i quarti a San Diego e il terzo turno a Guadalajara, risultati che le fanno guadagnare altri posti nel ranking.
Termina il 2022 al n°11 del mondo, a poco più di 200 punti dalla top-10.

### 2023: settimo titolo WTA e semifinale allo US Open
Inizia il 2023 disputando la United Cup per gli Stati Uniti: nel gruppo C, aiuta la sua nazionale a vincere i due tie contro Germania e Repubblica Ceca, riuscendo a imporsi nei due singolari giocati contro Niemeier e Bouzková. Nella fase a eliminazione diretta, contribuisce al 4-1 sul Regno Unito battendo Harriet Dart. In semifinale sconfigge in due set Magda Linette facendo sì che gli USA si impongano sulla Polonia per 5-0. Nella finale contro l'Italia Keys vince il suo incontro con Bronzetti fissando il punteggio finale sul 4-0 e regalando agli Stati Uniti la prima edizione della United Cup.
Grazie ai punti raccolti dalla United Cup, ritorna in top-10, alla 10ª posizione, per una settimana.
Partecipa al primo slam annuale, l'Australian Open, per difendere la semifinale del 2022. Elimina prima Blinkova e Wang, approdando al terzo turno, dove si arrende alla bielorussa Azarenka. Dopo un primo turno a Doha partecipa al torneo di Dubai dove batte la qualificata Paolini e poi prevale sulla n°5 del mondo Garcia. Agli ottavi supera Azarenka, arrivando ai quarti di finale, dove cede il passo a Gauff in due parziali. Ad Indian Wells si ritira nel corso del suo match d'esordio contro Cîrstea, mentre a Miami si ferma al terzo round contro Barbora Krejčíková.
A Charleston viene eliminata nei quarti di finale dalla top-10 Kasatkina. A Roma raggiunge gli ottavi dove si arrende a sorpresa a Kalinina. Al Roland Garros viene battuta al secondo turno per mano della qualificata Kayla Day.
Sull'erba a Eastbourne, dopo aver battuto la n°7 del mondo Gauff, gioca la 14ª finale WTA, la terza su erba. Qui si impone su Kasatkina per 6–2, 7–6(13), vincendo il 7º titolo sul circuito maggiore, a 9 anni di distanza dal suo precedente Eastbourne. Si presenta quindi a Wimbledon dove dopo tre agevoli vittorie agli ottavi supera la giovane Mirra Andreeva in rimonta. Torna nei quarti dei Championships per la seconda volta dopo 8 anni, precedente che non migliora venendo sconfitta da Sabalenka.
Sul cemento americano oltre ai quarti a Washington, raggiunge gli ottavi allo US Open per la sesta volta in carriera. Nel match di quarto turno lascia quattro giochi alla connazionale e n°3 del mondo Pegula, approdando ai quarti dello slam di casa per la terza volta dopo il 2017 e il 2018. Nella circostanza si impone sulla campionessa di Wimbledon Vondroušová, tornando in semifinale a New York dopo 5 anni. Nella sua terza semifinale a Flushing Meadows viene rimontata dalla neo numero 1 del mondo Sabalenka che si impone per 0–6, 7–6(1), 7–6(5). Grazie all'ottimo risultato ottenuto l'americana risale di sei posizioni nel ranking, portandosi all'11ª piazza mondiale.
Chiude la stagione al WTA Elite Trophy di Zhuhai, dove è inserita nel girone Camelia. Nel match inaugurale viene battuta da Haddad Maia. Nel secondo incontro del gruppo, cede anche contro Garcia, chiudendo terza nel girone e non riuscendo perciò ad accedere alla semifinale.
Termina l'anno al numero 12 del mondo.

### 2024: ottavo titolo WTA
Keys avrebbe dovuto prendere parte all'Australian Open, tuttavia dà forfait prima dell'inizio del torneo a causa di un infortunio alla spalla. L'americana si rivede ad Indian Wells, dove esce al secondo turno. Va leggermente meglio a Miami, dove viene fermata agli ottavi dalla top-5 Rybakina. 
Sulla terra dopo un'uscita prematura a Charleston partecipa al torneo di Madrid, dove giunge agli ottavi prevalendo sulla n°3 del mondo Gauff, accedendo al suo primo quarto di finale della stagione; qui riesce a superare anche Jabeur, raggiungendo la sua sesta semifinale in un torneo di questa caratura, la prima a Madrid: nella circostanza cede il passo alla n°1 del mondo Świątek. A Roma viene fermata nuovamente dalla polacca ai quarti. A Strasburgo raggiunge la finale eliminando nel suo percorso Wang, Linette e Samsonova. Nel match valevole per il titolo, lascia appena tre giochi alla connazionale Collins, sconfitta per 6–1, 6–2, cogliendo così il suo ottavo titolo WTA, il primo in assoluto su terra rossa. Al Roland Garros approda al terzo turno dove viene sconfitta nel derby contro Emma Navarro.
Sull'erba di Eastbourne, dove difende il titolo del 2023, l'americana si spinge fino alla semifinale, prima di cedere il passo alla canadese Leylah Fernandez. A Wimbledon raggiunge gli ottavi di finale, ma è costretta a ritirarsi contro la n°7 del mondo Paolini. Si ritira all'esordio del WTA 1000 di Toronto per un infortunio alla coscia, mentre all'US Open esce al terzo round per mano di Elise Mertens.
Nello swing asiatico, viene eliminata al terzo turno del China Open dalla n°1 del mondo Sabalenka e al primo turno del Wuhan Open da Haddad Maia.
Chiude l'anno al n°21 del mondo.

### 2025: primo titolo Slam e top-5
Inaugura l'anno ad Auckland dove cede nei quarti alla futura campionessa Clara Tauson. Ad Adelaide si spinge fino alla finale battendo Haddad Maia, Ostapenko, Kasatkina e Samsonova; nel match valevole per il titolo, si impone sulla numero 6 del mondo, Pegula con lo score di 6–3, 4–6, 6–1, conquistando il suo nono titolo nel circuito maggiore e terzo di categoria 500. La striscia di risultati positivi prosegue lungo tutto il successivo Australian Open dove elimina al quarto turno la testa di serie numero 10 Danielle Collins, Elena Rybakina agli ottavi ed Elina Svitolina ai quarti. In semifinale si impone a sorpresa sulla numero 2 del mondo Iga Świątek per 5-7, 6-1, 7-6(8), guadagnando l'accesso alla seconda finale Slam della sua carriera, in cui batte per 6-3, 2-6, 7-5 la numero uno del mondo e due volte campionessa del torneo Aryna Sabalenka, conquistando il suo primo titolo dello Slam. Grazie a tale risultato, Keys rientra in top 10 ed eguaglia il suo best ranking al numero 7 del mondo, raggiunto nel 2016. È inoltre la prima tennista nell'Era Open ad aver vinto in tre set le ultime quattro partite del main draw dell'Australian Open.
Il 24 febbraio, migliora ulteriormente il suo best-ranking entrando per la prima volta in carriera in top-5, in 5ª posizione.
Keys torna in campo a Indian Wells, dove allunga la serie di vittorie consecutive nel 2025 a quota 16, raggiungendo la semifinale, nella quale viene bruscamente fermata da Aryna Sabalenka, che le concede soltanto un game. A Miami viene battuta a sorpresa dalla wild-card Alex Eala al terzo turno.
Su terra, dopo gli ottavi a Charleston, raggiunge i quarti a Madrid, dove esce di scena contro Świątek. A Roma soccombe agli ottavi a Peyton Stearns al tie-break del terzo set. Al Roland Garros, per la prima volta dal 2019, torna nei quarti di finale dello slam parigino, battendo Saville, Boulter e le connazionali Kenin e Baptiste. Nel match valevole per la semifinale, cede in tre set alla n°2 del seeding Coco Gauff. 

## Statistiche WTA

### Singolare

#### Vittorie (10)
| Legenda               | Legenda      |
| --------------------- | ------------ |
| Grande Slam (1)       |              |
| Ori Olimpici (0)      |              |
| WTA Finals (0)        |              |
| WTA Elite Trophy (0)  |              |
| Dal 2009 al 2020      | Dal 2021     |
| Premier Mandatory (0) | WTA 1000 (0) |
| Premier 5 (1)         | WTA 1000 (0) |
| Premier (4)           | WTA 500 (3)  |
| International (0)     | WTA 250 (1)  |

| N.  | Data            | Torneo                                   | Superficie  | Avversaria in finale | Punteggio     |
| 1.  | 21 giugno 2014  | Eastbourne International, Eastbourne     | Erba        | Angelique Kerber     | 6–3, 3–6, 7–5 |
| 2.  | 19 giugno 2016  | Birmingham Classic, Birmingham           | Erba        | Barbora Strýcová     | 6–3, 6–4      |
| 3.  | 6 agosto 2017   | Bank of the West Classic, Stanford       | Cemento     | Coco Vandeweghe      | 7–6(4), 6–4   |
| 4.  | 7 aprile 2019   | Charleston Open, Charleston              | Terra verde | Caroline Wozniacki   | 7–6(5), 6–3   |
| 5.  | 18 agosto 2019  | Cincinnati Open, Cincinnati              | Cemento     | Svetlana Kuznecova   | 7–5, 7–6(5)   |
| 6.  | 15 gennaio 2022 | Adelaide International, Adelaide         | Cemento     | Alison Riske         | 6–1, 6–2      |
| 7.  | 1º luglio 2023  | Eastbourne International, Eastbourne (2) | Erba        | Dar'ja Kasatkina     | 6–2, 7–6(13)  |
| 8.  | 25 maggio 2024  | Internationaux de Strasbourg, Strasburgo | Terra rossa | Danielle Collins     | 6–1, 6–2      |
| 9.  | 11 gennaio 2025 | Adelaide International, Adelaide (2)     | Cemento     | Jessica Pegula       | 6–3, 4–6, 6–1 |
| 10. | 25 gennaio 2025 | Australian Open, Melbourne               | Cemento     | Aryna Sabalenka      | 6–3, 2–6, 7–5 |

#### Sconfitte (5)
| Legenda               | Legenda      |
| --------------------- | ------------ |
| Grande Slam (1)       |              |
| Argenti Olimpici (0)  |              |
| WTA Finals (0)        |              |
| WTA Elite Trophy (0)  |              |
| Dal 2009 al 2020      | Dal 2021     |
| Premier Mandatory (0) | WTA 1000 (0) |
| Premier 5 (2)         | WTA 1000 (0) |
| Premier (2)           | WTA 500 (0)  |
| International (0)     | WTA 250 (0)  |

| N. | Data             | Torneo                                      | Superficie  | Avversaria in finale | Punteggio     |
| 1. | 12 aprile 2015   | Charleston Open, Charleston                 | Terra verde | Angelique Kerber     | 2–6, 6–4, 5–7 |
| 2. | 15 maggio 2016   | Internazionali d'Italia, Roma               | Terra rossa | Serena Williams      | 6(5)–7, 3–6   |
| 3. | 31 luglio 2016   | Canadian Open, Montréal                     | Cemento     | Simona Halep         | 6(2)–7, 3–6   |
|    | 13 agosto 2016   | 4º posto ai Giochi Olimpici, Rio de Janeiro | Cemento     | Petra Kvitová        | 5–7, 6–2, 2–6 |
| 4. | 9 settembre 2017 | US Open, New York                           | Cemento     | Sloane Stephens      | 3–6, 0–6      |
| 5. | 12 gennaio 2020  | Brisbane International, Brisbane            | Cemento     | Karolína Plíšková    | 6–4, 4–6, 5–7 |

## Statistiche ITF

### Singolare

#### Vittorie (3)
| Torneo 100000 $ (0) |
| Torneo 80000 $ (0)  |
| Torneo 75000 $ (1)  |
| Torneo 60000 $ (0)  |
| Torneo 50000 $ (1)  |
| Torneo 25000 $ (0)  |
| Torneo 15000 $ (0)  |
| Torneo 10000 $ (1)  |

| N. | Data             | Torneo                                           | Superficie  | Avversaria in finale | Punteggio   |
| 1. | 27 giugno 2010   | Ladies Cleveland Tennis Championships, Cleveland | Terra verde | Piia Suomalainen     | 6–2, 6–4    |
| 2. | 29 ottobre 2012  | National Bank Challenger Saguenay, Saguenay      | Cemento     | Eugenie Bouchard     | 6–4, 6–2    |
| 3. | 12 novembre 2012 | Goldwater Women's Tennis Classic, Phoenix        | Cemento     | Maria Sanchez        | 6–3, 7–6(1) |

#### Sconfitte (1)
| Torneo 100000 $ (0) |
| Torneo 80000 $ (0)  |
| Torneo 75000 $ (0)  |
| Torneo 60000 $ (0)  |
| Torneo 50000 $ (0)  |
| Torneo 25000 $ (1)  |
| Torneo 15000 $ (0)  |
| Torneo 10000 $ (0)  |

| N. | Data            | Torneo                                  | Superficie | Avversaria in finale | Punteggio   |
| 1. | 31 ottobre 2010 | Puerto Rico Women's Challenger, Bayamón | Cemento    | Lauren Davis         | 6(5)–7, 4–6 |

### Doppio

#### Vittorie (1)
| Torneo 100000 $ (0) |
| Torneo 80000 $ (0)  |
| Torneo 75000 $ (0)  |
| Torneo 60000 $ (0)  |
| Torneo 50000 $ (1)  |
| Torneo 25000 $ (0)  |
| Torneo 15000 $ (0)  |
| Torneo 10000 $ (0)  |

| No. | Data           | Torneo                                      | Superficie | Partner           | Rivali in finale     | Risultato         |
| 1.  | 14 luglio 2012 | Yakima Regional Hospital Challenger, Yakima | Cemento    | Samantha Crawford | Xu Yifan Zhou Yimiao | 6–3, 2–6, [12–10] |

## Competizioni a squadre

### Vittorie (1)
| N. | Data           | Torneo             | Superficie | Compagni                                                                                          | Avversari in finale | Punteggio |
| 1. | 8 gennaio 2023 | United Cup, Sydney | Cemento    | Jessica Pegula Alycia Parks Desirae Krawczyk Taylor Fritz Frances Tiafoe Denis Kudla Hunter Reese | Martina Trevisan Lucia Bronzetti Camilla Rosatello Matteo Berrettini Lorenzo Musetti Andrea Vavassori Marco Bortolotti | 4-0       |

## Risultati in progressione
| Sigla | Risultato               |
| ----- | ----------------------- |
| V     | Vincitore               |
| F     | Finalista               |
| SF    | Semifinalista           |
| O     | Oro olimpico            |
| A     | Argento olimpico        |
| SF    | Bronzo olimpico         |
| QF    | Quarti di Finale        |
| 4T    | Quarto turno            |
| 3T    | Terzo turno             |
| 2T    | Secondo turno           |
| 1T    | Primo turno             |
| RR    | Round Robin             |
| LQ    | Turno di qualificazione |
| A     | Assente                 |
| ND    | Non disputato           |

| Legenda superfici    |
| -------------------- |
| Cemento              |
| Terra battuta        |
| Erba                 |
| Superficie variabile |

### Singolare
Aggiornato a fine Torneo di Wimbledon 2025 
| Torneo                 | 2009            | 2010            | 2011            | 2012            | 2013            | 2014            | 2015            | 2016            | 2017            | 2018            | 2019            | 2020          | 2021            | 2022            | 2023            | 2024            | 2025            | Titoli      | V–S         |
| ---------------------- | --------------- | --------------- | --------------- | --------------- | --------------- | --------------- | --------------- | --------------- | --------------- | --------------- | --------------- | ------------- | --------------- | --------------- | --------------- | --------------- | --------------- | ----------- | ----------- |
| Tornei del Grande Slam |                 |                 |                 |                 |                 |                 |                 |                 |                 |                 |                 |               |                 |                 |                 |                 |                 |             |             |
| Australian Open        | Assente         | Assente         | Assente         | 1T              | 3T              | 2T              | SF              | 4T              | A               | QF              | 4T              | 3T            | A               | SF              | 3T              | A               | V               | 1 / 11      | 34–10       |
| Open di Francia        | Assente         | Assente         | Assente         | Assente         | 2T              | 1T              | 3T              | 4T              | 2T              | SF              | QF              | 1T            | 3T              | 4T              | 2T              | 3T              | QF              | 0 / 13      | 28–13       |
| Wimbledon              | Assente         | Assente         | Assente         | Q2              | 3T              | 3T              | QF              | 4T              | 2T              | 3T              | 2T              | ND            | 4T              | A               | QF              | 4T              | 3T              | 0 / 11      | 27–11       |
| US Open                | A               | Q1              | 2T              | Q2              | 1T              | 2T              | 4T              | 4T              | F               | SF              | 4T              | 3T            | 1T              | 3T              | SF              | 3T              |                 | 0 / 13      | 33–13       |
| Vittorie–Sconfitte     | 0–0             | 0–0             | 1–1             | 0–1             | 5–4             | 4–4             | 14–4            | 12–4            | 8–3             | 16–4            | 11–4            | 4–3           | 5–3             | 10–3            | 12–4            | 7–3             | 13–2            | 1 / 48      | 122–47      |
| Giochi olimpici        |                 |                 |                 |                 |                 |                 |                 |                 |                 |                 |                 |               |                 |                 |                 |                 |                 |             |             |
| Giochi olimpici        | Non disputati   | Non disputati   | Non disputati   | A               | Non disputati   | Non disputati   | Non disputati   | 4º              | Non disputati   | Non disputati   | Non disputati   | Non disputati | A               | Non disputati   | Non disputati   | A               | ND              | 0 / 1       | 4–2         |
| Tornei di fine anno    |                 |                 |                 |                 |                 |                 |                 |                 |                 |                 |                 |               |                 |                 |                 |                 |                 |             |             |
| WTA Finals             | Non qualificata | Non qualificata | Non qualificata | Non qualificata | Non qualificata | Non qualificata | Non qualificata | RR              | Non qualificata | Non qualificata | Non qualificata | ND            | Non qualificata | Non qualificata | Non qualificata | Non qualificata |                 | 0 / 1       | 1–2         |
| WTA Elite Trophy       | Non qualificata | Non qualificata | Non qualificata | Non qualificata | Non qualificata | Non qualificata | RR              | Non qualificata | Non qualificata | SF              | RR              | Non disputato | Non disputato   | Non disputato   | RR              | Non qualificata | Non qualificata | 0 / 4       | 3–5         |
| WTA 1000               |                 |                 |                 |                 |                 |                 |                 |                 |                 |                 |                 |               |                 |                 |                 |                 |                 |             |             |
| Doha                   | Non disputato   | Non disputato   | 500             | A               | 500             | A               | 500             | A               | 500             | 2T              | 500             | A             | 500             | A               | 500             | Assente         | Assente         | 0 / 2       | 1–1         |
| Dubai                  | Assente         | Assente         | Assente         | 500             | 500             | 500             | A               | 500             | A               | 500             | A               | 500           | 2T              | 500             | QF              | Assente         | Assente         | 0 / 2       | 4–2         |
| Indian Wells           | Assente         | Assente         | Q2              | Q1              | 2T              | 2T              | 3T              | 2T              | 4T              | 2T              | 2T              | ND            | 2T              | QF              | 2T              | 3T              | SF              | 0 / 12      | 14–12       |
| Miami                  | Assente         | Assente         | 1T              | 2T              | 2T              | 3T              | 2T              | QF              | 3T              | 2T              | 2T              | ND            | 2T              | 2T              | 3T              | 4T              | 3T              | 0 / 14      | 12–14       |
| Madrid                 | Assente         | Assente         | Assente         | Assente         | 2T              | 1T              | 1T              | 3T              | 1T              | 1T              | 1T              | ND            | 1T              | 1T              | A               | SF              | QF              | 0 / 11      | 10–11       |
| Roma                   | Assente         | Assente         | Assente         | Assente         | Q2              | 2T              | 2T              | F               | 1T              | 3T              | 2T              | A             | 2T              | 1T              | 4T              | QF              | 3T              | 0 / 11      | 16–10       |
| Montréal / Toronto     | Assente         | Assente         | Assente         | Assente         | Q2              | 2T              | A               | F               | Assente         | Assente         | 1T              | ND            | 1T              | 1T              | 2T              | 2T              |                 | 0 / 7       | 7–6         |
| Cincinnati             | Assente         | Assente         | Assente         | 1T              | A               | 2T              | 2T              | A               | 3T              | QF              | V               | 2T            | 1T              | SF              | 1T              | A               |                 | 1 / 10      | 17–9        |
| Tokyo / Wuhan          | Assente         | Assente         | Assente         | Assente         | 3T              | 2T              | 2T              | QF              | 1T              | 2T              | A               | Non disputato | Non disputato   | Non disputato   | Non disputato   | 1T              |                 | 0 / 7       | 7–7         |
| Pechino                | Assente         | Assente         | Assente         | Assente         | 2T              | 2T              | 3T              | SF              | A               | 2T              | 2T              | Non disputato | Non disputato   | Non disputato   | A               | 4T              |                 | 0 / 7       | 12–6        |
| Carriera               |                 |                 |                 |                 |                 |                 |                 |                 |                 |                 |                 |               |                 |                 |                 |                 |                 |             |             |
| Tornei giocati         | 1               | 0               | 2               | 4               | 17              | 22              | 18              | 16              | 11              | 16              | 15              | 5             | 15              | 20              | 16              | 14              | 12              | 204         | 204         |
| Titoli                 | 0               | 0               | 0               | 0               | 0               | 1               | 0               | 1               | 1               | 0               | 2               | 0             | 0               | 1               | 1               | 1               | 2               | 10          | 10          |
| Finali                 | 0               | 0               | 0               | 0               | 0               | 1               | 1               | 3               | 2               | 0               | 2               | 1             | 0               | 1               | 1               | 1               | 2               | 15          | 15          |
| Vittorie–Sconfitte     | 1–1             | 0–0             | 1–2             | 1–4             | 24–17           | 27–21           | 31–18           | 47–17           | 17–10           | 29–14           | 28–15           | 8–5           | 11–15           | 34–20           | 38–17           | 24–12           | 32–10           | 425–229     | 425–229     |
| Vittorie %             | 50%             | –               | 33%             | 20%             | 59%             | 56%             | 63%             | 73%             | 63%             | 67%             | 65%             | 62%           | 42%             | 63%             | 69%             | 67%             | 76%             | 64.98%      | 64.98%      |
| Ranking di fine anno   | 621             | 483             | 315             | 149             | 37              | 31              | 18              | 8               | 19              | 17              | 13              | 16            | 56              | 11              | 12              | 21              |                 | $22.573.362 | $22.573.362 |

Note
1. 1 2 3 4  Il ritiro di Keys avvenuto prima di scendere in campo non viene considerato una sconfitta.
2. 1 2  Il Dubai Tennis Championships e il Qatar Ladies Open di Doha si scambiarono frequentemente lo status tra evento Premier ed evento Premier 5 dal 2009 al 2020, mentre dal 2021 al 2023 tra evento WTA 1000 e WTA 500. Dal 2024 vengono disputati entrambi come eventi WTA 1000.
3. ↑  Nel 2014 il Toray Pan Pacific Open ha cambiato lo status in evento Premier ed è stato sostituito dal Wuhan Open come evento Premier 5/WTA 100.

### Doppio
| Tornei del Grande Slam |         |         |         |         |         |         |         |         |         |         |         |         |         |         |         |       |
| Australian Open        | Assente | Assente | Assente | 3T      | 1T      | 2T      | Assente | Assente | Assente | Assente | Assente | Assente | Assente | Assente | Assente | 3–3   |
| Open di Francia        | Assente | Assente | 1T      | 3T      | Assente | Assente | Assente | Assente | Assente | Assente | Assente | SF      | Assente | Assente |         | 6–3   |
| Wimbledon              | Assente | Assente | 1T      | 2T      | 1T      | 1T      | Assente | Assente | Assente | Assente | Assente | Assente | Assente | Assente |         | 1–4   |
| US Open                | 1T      | 2T      | Assente | Assente | 1T      | Assente | Assente | Assente | Assente | Assente | Assente | Assente | Assente | Assente |         | 1–3   |
| Vittorie-sconfitte     | 0–1     | 1–1     | 0–2     | 5–3     | 0-3     | 1-2     | 0-0     | 0-0     | 0-0     | 0-0     | 0-0     | 4-1     | 0-0     |         |         | 11–13 |

## Vittorie contro giocatrici Top 10
| Stagione | 2013 | 2014 | 2015 | 2016 | 2017 | 2018 | 2019 | 2020 | 2021 | 2022 | 2023 | 2024 | 2025 | Totale |
| Vittorie | 1    | 2    | 1    | 6    | 2    | 3    | 2    | 1    | 1    | 3    | 4    | 2    | 5    | 33     |

| #    | Giocatrice           | Ranking | Evento                               | Superficie  | Turno | Punteggio        | Rank. MKR |
| ---- | -------------------- | ------- | ------------------------------------ | ----------- | ----- | ---------------- | --------- |
| 2013 |                      |         |                                      |             |       |                  |           |
| 1.   | Li Na                | 5       | Madrid Open, Madrid                  | Terra rossa | 1T    | 6–3, 6–2         | 62        |
| 2014 |                      |         |                                      |             |       |                  |           |
| 2.   | Jelena Janković      | 7       | Eastbourne International, Eastbourne | Erba        | 1T    | 6–3, 6–3         | 47        |
| 3.   | Angelique Kerber (1) | 9       | Eastbourne International, Eastbourne | Erba        | F     | 6–3, 3–6, 7–5    | 47        |
| 2015 |                      |         |                                      |             |       |                  |           |
| 4.   | Petra Kvitová (1)    | 4       | Australian Open, Melbourne           | Cemento     | 3T    | 6–4, 7–5         | 35        |
| 2016 |                      |         |                                      |             |       |                  |           |
| 5.   | Roberta Vinci        | 9       | Miami Open, Miami                    | Cemento     | 3T    | 6–4, 6–4         | 24        |
| 6.   | Petra Kvitová (2)    | 9       | Internazionali d'Italia, Roma        | Terra rossa | 2T    | 6–3, 6–4         | 24        |
| 7.   | Garbiñe Muguruza (1) | 4       | Internazionali d'Italia, Roma        | Terra rossa | SF    | 7–6(5), 6–4      | 24        |
| 8.   | Venus Williams       | 6       | Canadian Open, Montréal              | Cemento     | 3T    | 6–1, 6(2)–7, 6–3 | 12        |
| 9.   | Svetlana Kuznecova   | 7       | China Open, Pechino                  | Cemento     | 3T    | 7–6(2), 6–2      | 9         |
| 10.  | Dominika Cibulková   | 8       | WTA Finals, Singapore                | Cemento (i) | RR    | 6–1, 6–4         | 7         |
| 2017 |                      |         |                                      |             |       |                  |           |
| 11.  | Garbiñe Muguruza (2) | 4       | Bank of the West Classic, Stanford   | Cemento     | SF    | 6–3, 6–2         | 21        |
| 12.  | Elina Svitolina      | 4       | US Open, New York                    | Cemento     | 4T    | 7–6(2), 1–6, 6–4 | 16        |
| 2018 |                      |         |                                      |             |       |                  |           |
| 13.  | Caroline Garcia (1)  | 8       | Australian Open, Melbourne           | Cemento     | 4T    | 6–3, 6–2         | 20        |
| 14.  | Angelique Kerber (2) | 4       | Cincinnati Open, Cincinnati          | Cemento     | 3T    | 2–6, 7–6(3), 6–4 | 13        |
| 15.  | Dar'ja Kasatkina (1) | 10      | WTA Elite Trophy, Zhuhai             | Cemento (i) | RR    | 6–2, 6–4         | 16        |
| 2019 |                      |         |                                      |             |       |                  |           |
| 16.  | Sloane Stephens      | 8       | Charleston Open, Charleston          | Terra verde | QF    | 7–6(6), 4–6, 6–2 | 18        |
| 17.  | Simona Halep         | 4       | Cincinnati Open, Cincinnati          | Cemento     | 3R    | 6–1, 3–6, 7–5    | 18        |
| 2020 |                      |         |                                      |             |       |                  |           |
| 18.  | Petra Kvitová (3)    | 7       | Brisbane International, Brisbane     | Cemento     | SF    | 3–6, 6–2, 6–3    | 13        |
| 2021 |                      |         |                                      |             |       |                  |           |
| 19.  | Aryna Sabalenka (1)  | 4       | German Open, Berlino                 | Erba        | 2T    | 6–4, 1–6, 7–5    | 28        |
| 2022 |                      |         |                                      |             |       |                  |           |
| 20.  | Paula Badosa         | 6       | Australian Open, Melbourne           | Cemento     | 4T    | 6–3, 6–1         | 51        |
| 21.  | Barbora Krejčíková   | 4       | Australian Open, Melbourne           | Cemento     | QF    | 6–3, 6–2         | 51        |
| 22.  | Iga Świątek (1)      | 1       | Cincinnati Open, Cincinnati          | Cemento     | 3T    | 6–3, 6–4         | 24        |
| 2023 |                      |         |                                      |             |       |                  |           |
| 23.  | Caroline Garcia (2)  | 5       | Dubai Tennis Championships, Dubai    | Cemento     | 2T    | 7–5, 6–4         | 23        |
| 24.  | Coco Gauff (1)       | 7       | Eastbourne International, Eastbourne | Erba        | SF    | 6–3, 6–3         | 25        |
| 25.  | Jessica Pegula (1)   | 3       | US Open, New York                    | Cemento     | 4T    | 6–1, 6–3         | 17        |
| 26.  | Markéta Vondroušová  | 9       | US Open, New York                    | Cemento     | QF    | 6–1, 6–4         | 17        |
| 2024 |                      |         |                                      |             |       |                  |           |
| 27.  | Coco Gauff (2)       | 3       | Madrid Open, Madrid                  | Terra rossa | 4T    | 7–6(4), 4–6, 6–4 | 20        |
| 28.  | Ons Jabeur           | 9       | Madrid Open, Madrid                  | Terra rossa | QF    | 0–6, 7–5, 6–1    | 20        |
| 2025 |                      |         |                                      |             |       |                  |           |
| 29.  | Dar'ja Kasatkina (2) | 9       | Adelaide International, Adelaide     | Cemento     | QF    | 6–1, 6–3         | 20        |
| 30.  | Jessica Pegula (2)   | 7       | Adelaide International, Adelaide     | Cemento     | F     | 6–3, 4–6, 6–1    | 20        |
| 31.  | Elena Rybakina       | 7       | Australian Open, Melbourne           | Cemento     | 4T    | 6–3, 1–6, 6–3    | 14        |
| 32.  | Iga Świątek (2)      | 2       | Australian Open, Melbourne           | Cemento     | SF    | 5–7, 6–1, 7–6(8) | 14        |
| 33.  | Aryna Sabalenka (2)  | 1       | Australian Open, Melbourne           | Cemento     | F     | 6–3, 2–6, 7–5    | 14        |